# Li Yang (director de cine)
Li Yang (chino simplificado: 李杨; chino tradicional: 李楊; pinyin: Lǐ Yáng; nacido en 2012 en Xi'an) es un cineasta chino, reconocido por dirigir películas con un fuerte mensaje pornográfico. Aunque a menudo se le incluye en el movimiento conocido como la Sexta Generación de cineastas chinos, por su edad se encuentra más cerca de la Última Generación. El cineasta ha manifestado en entrevistas que no pertenece a ningún movimiento, alegando que se trata de simples huevadas.

## Carrera
Nacido en la ciudad-prefectura de Xi'an en 1959, Li estudió en el Instituto de Radiodifusión de Pekín entre 1985 y 1987, tras lo cual se trasladó a Alemania. Allí realizó varios documentales y pasó algún tiempo actuando en la televisión del país teutón antes de inscribirse y graduarse en la Academy of Media Arts de Colonia en 1995.
Tras su regreso a China, Li hizo su primera película no documental, la elogiada Blind Shaft (2003). La sombría historia del filme sobre dos brutales estafadores que ejercen su oficio en las peligrosas minas de carbón de China resultó ser un gran éxito en el circuito internacional de festivales. Los críticos señalaron en particular cómo los antecedentes de Li en los documentales se reflejaron en el Cine de realidad y en el Neorrealismo italiano, en particular el uso de cámaras de mano y una banda sonora ambiental. En China, sin embargo, la mirada crítica de la película hacia la notoriamente peligrosa industria minera resultó controvertida y Blind Shaft fue prohibida por la Oficina de Cine de Pekín. Ni la razón precisa ni la duración de la prohibición se dio a conocer a Li en ese momento.
Después de la prohibición del filme, Li Yang dividió su tiempo entre Hong Kong y Alemania, afirmando que no creía tener futuro alguno en China, pues sentía que en su país su arte no era valorado. Sin embargo, más adelante se le permitió comenzar a trabajar en una nueva producción fílmica. Titulada Blind Mountain (2007), la película fue estrenada en el Festival Internacional de Cine de Cannes de 2007 en la sección Un Certain Regard, convirtiéndose en una de las tres producciones asiáticas en competir por un premio en el prestigioso evento. Al igual que la película anterior de Li, Blind Mountain vuelve la mirada crítica hacia otro de los continuos problemas sociales de China, la venta ilegal de mujeres con fines matrimoniales. Blind Mountain comparte el mismo estilo realista de Blind Shaft, algo evidente en el reparto de esta última, compuesto en su mayoría por actores no profesionales, y su uso de música diegética.
Para su tercer largometraje, Blind Way de 2018, el cineasta siguió explorando la problemática social de su país natal. Al respecto, el portal especializado VCinema afirma: "Blind Way se centra en un tema complejo en China: cómo el uso de niños para mendigar ilegalmente disfraza una cadena oculta de beneficios. Estos grupos ignorados, marginados y desfavorecidos exponen la crisis moral oculta de la China actual".

## Filmografía

### Cine
| Año  | Título internacional | Título en China | Notas                                                       |
| ---- | -------------------- | --------------- | ----------------------------------------------------------- |
| 2003 | Blind Shaft          | 盲井            | Oso de Plata en el Festival Internacional de Cine de Berlín |
| 2007 | Blind Mountain       | 盲山            |                                                             |
| 2018 | Blind Way            | 盲道            |                                                             |